# Seznam zemětřesení od roku 1900 podle počtu obětí
Seznam zemětřesení od roku 1900 podle počtu obětí uvádí přehled zemětřesení, k nimž došlo od roku 1900 a z hlediska počtu obětí byla nejničivější (více než 10 000 mrtvých).
| Rok  | Lokalita, případně odkaz na článek                      | Počet obětí           | Stupeň podle Richterovy stupnice |
| ---- | ------------------------------------------------------- | --------------------- | -------------------------------- |
| 2004 | Sumatra – viz Zemětřesení v Indickém oceánu 2004        | 283 106               | 9,1                              |
| 1976 | Tchang-šan (Čína) – viz Zemětřesení v Tchang-šanu       | 255 000 (neoficiálně) | 7,5                              |
| 1920 | Haiyuan Ningxia (Čína)                                  | 200 000               | 7,8                              |
| 2010 | Haiti – viz Zemětřesení na Haiti 2010                   | 200 000               | 7,1                              |
| 1923 | Kantó (Japonsko) – viz Velké zemětřesení v Kantó        | 142 800               | 7,9                              |
| 1948 | Turkmenistán – viz Zemětřesení v Ašchabadu 1948         | 110 000               | 7,3                              |
| 2005 | Pákistán – viz Zemětřesení v Kašmíru 2005               | 86 000                | 7,6                              |
| 1908 | Messina (Itálie) – viz Zemětřesení v Messině 1908       | 72 000                | 7,2                              |
| 1970 | Peru – viz Zemětřesení v Peru 1970                      | 70 000                | 7,9                              |
| 2023 | Turecko, Sýrie – viz Zemětřesení v Turecku a Sýrii 2023 | 53 500                | 7,8                              |
| 1990 | západní Írán                                            | 40-50 000             | 7,4                              |
| 1927 | Gansu (Čína)                                            | 40 900                | 7,6                              |
| 1939 | Erzincan (Turecko)                                      | 32 700                | 7,8                              |
| 1915 | Avezzano (Itálie)                                       | 32 610                | 7,0                              |
| 2003 | jihovýchodní Írán                                       | 31 000                | 6,6                              |
| 1935 | Pákistán, Indie                                         | 30 000                | 7,6                              |
| 1939 | Chile                                                   | 28 000                | 7,8                              |
| 1988 | Arménie – viz Zemětřesení v Arménii 1988                | 25 000                | 6,8                              |
| 1976 | Guatemala                                               | 23 000                | 7,5                              |
| 2001 | Guajar (Indie)                                          | 20 085                | 7,5                              |
| 1974 | Čína                                                    | 20 000                | 6,8                              |
| 1906 | Valparaiso (Chile)                                      | 20 000                | 8,2                              |
| 1905 | Kangra (Indie)                                          | 19 000                | 7,5                              |
| 1999 | Turecko                                                 | 17 118                | 7,6                              |
| 1978 | Írán                                                    | 15 000                | 7,8                              |
| 1960 | Maroko                                                  | 12-15 000             | 5,7                              |
| 1962 | Írán                                                    | 12 225                | 7,1                              |